# Porto della Luna
Porto della Luna è il nome dato al porto di Bordeaux sin dal Medioevo, per via di un ampio meandro a forma di mezzaluna che la Garonna descrive mentre attraversa la città.

## Caratteristiche
È rappresentato da una falce di luna sullo stemma della città. Oggi, questa parte del fiume, chiamata anche "Porto di Bordeaux", svolge principalmente un'attività turistica. Da parte sua, l'attività mercantile del porto di Bordeaux è migrata da molti anni a valle, verso i siti di Bassens, Pauillac, Blaye e Verdon.
Il nome di "Bordeaux, Porto della Luna" ritorna anche, dal mese giugno del 2007, nei 1 800 ettari della città di Bordeaux dichiarati Patrimonio dell'umanità dall'UNESCO. Includono la Garonna, l'intera facciata storica delle banchine, più di 350 monumenti storici che ruotano attorno a un'area protetta di 150 ettari che copre la parte più antica della città. Questo perimetro UNESCO, che rappresenta una buona parte della città (40% della superficie totale), è accompagnato da una zona di attenzione al patrimonio (zona cuscinetto) di 3 725 ettari.
Il più grande insieme urbano a ricevere questo riconoscimento, " Bordeaux, porto della Luna" presenta una rara omogeneità architettonica classica e neoclassica, tra cui una Place Royale e molti insiemi ordinati, a seguito del suo sviluppo particolarmente importante durante l'epoca illuminista e coloniale.
Il riconoscimento da parte dell'UNESCO, di questo patrimonio, è legato anche agli abbellimenti orchestrati attorno al progetto urbanistico del 1995 tra cui la pulizia delle facciate e l'illuminazione, lo sviluppo del tram e la riqualificazione del lungofiume. Tutto ciò ha permesso alla città di tornare al suo fiume.

## Facciate del Porto della Luna
Le banchine del Porto della Luna vedono un eccezionale susseguirsi di facciate e una piazza reale aperta sulla Garonna:

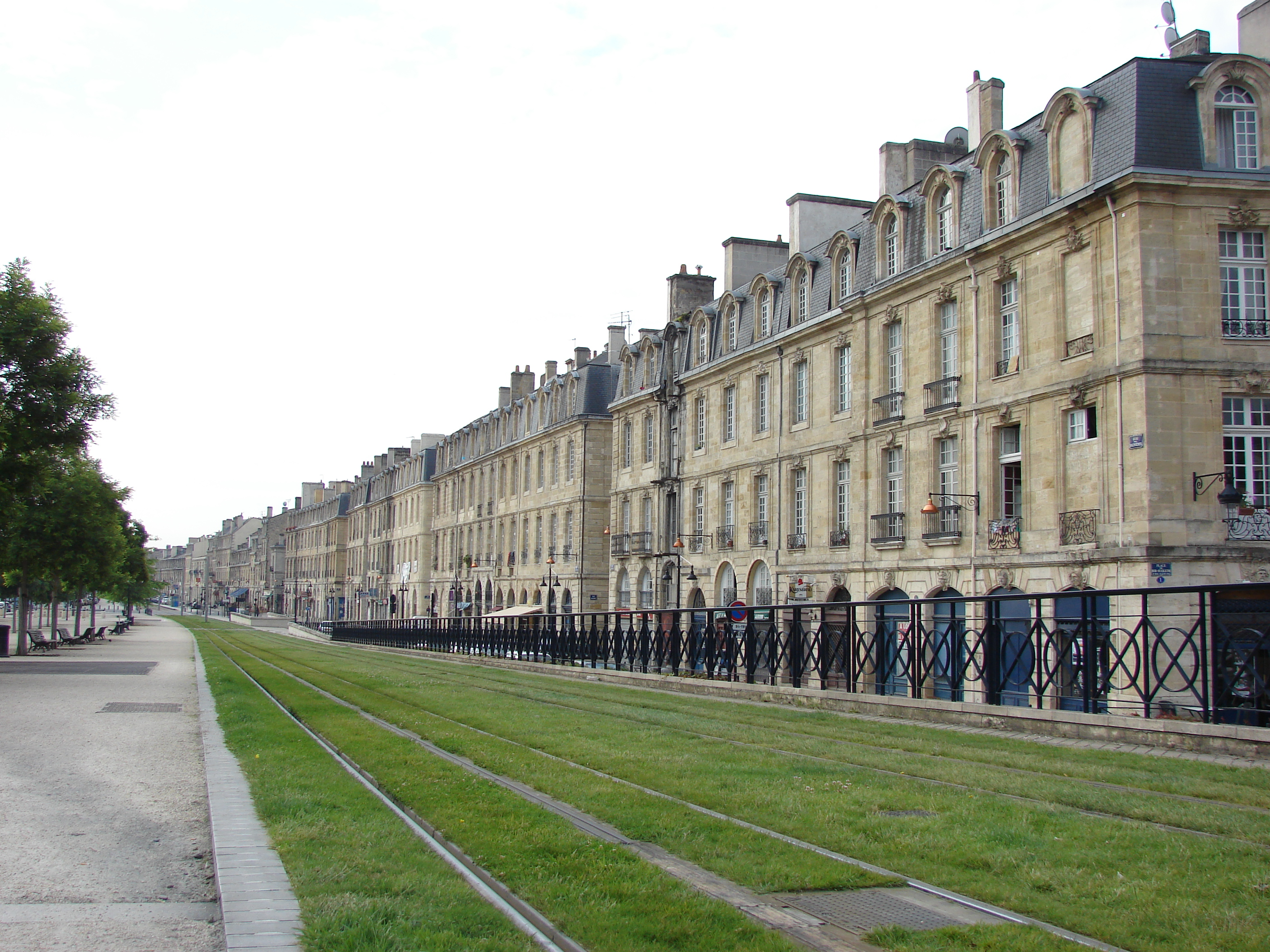
Quai des Salinières, banchina della Borsa e quai Sainte-Croix: parte meridionale del porto della Luna.
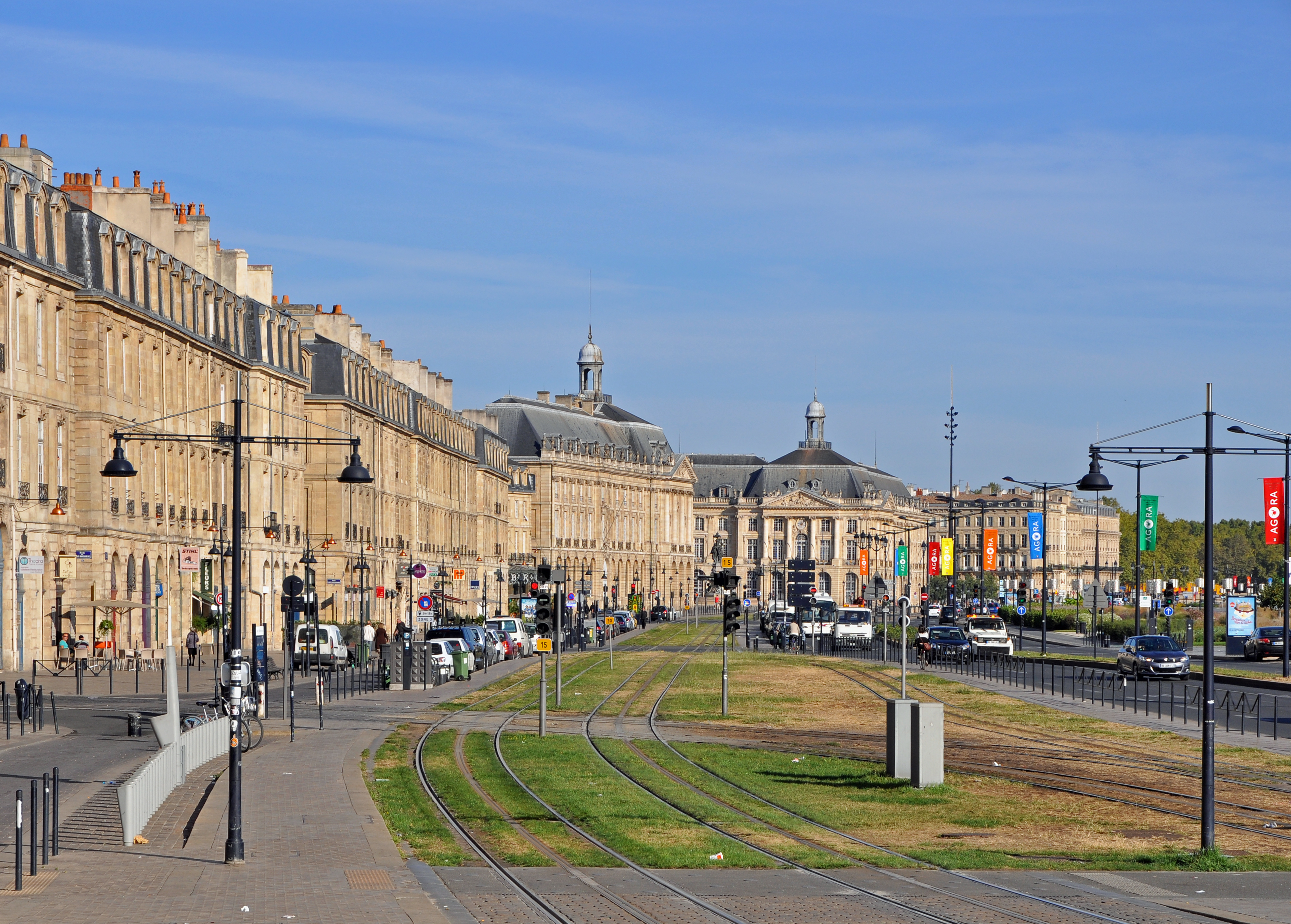
Quai Richelieu, Quai de la Douane e Place de la Bourse: parte centrale del porto della Luna.
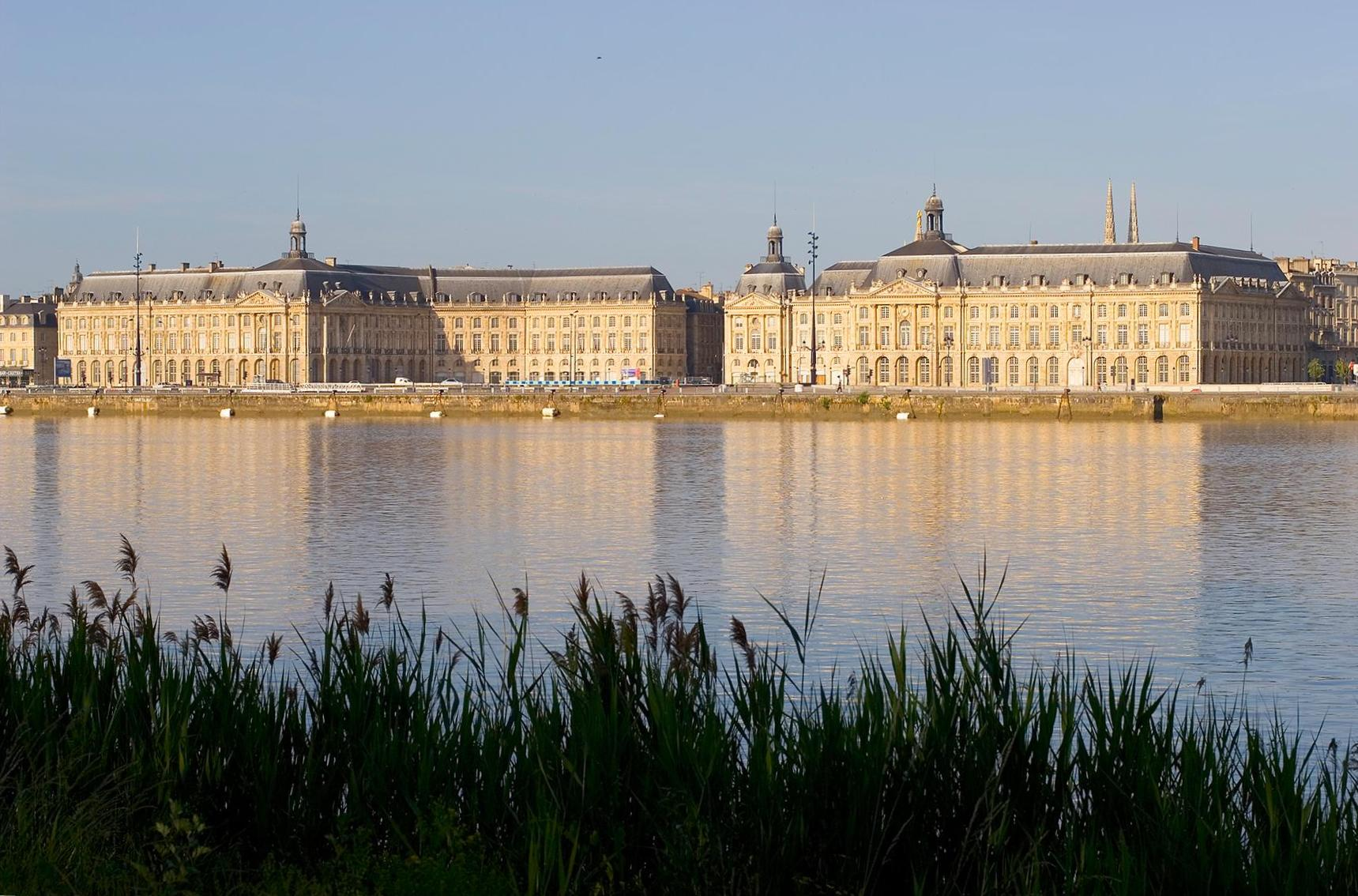
Place de la Bourse.
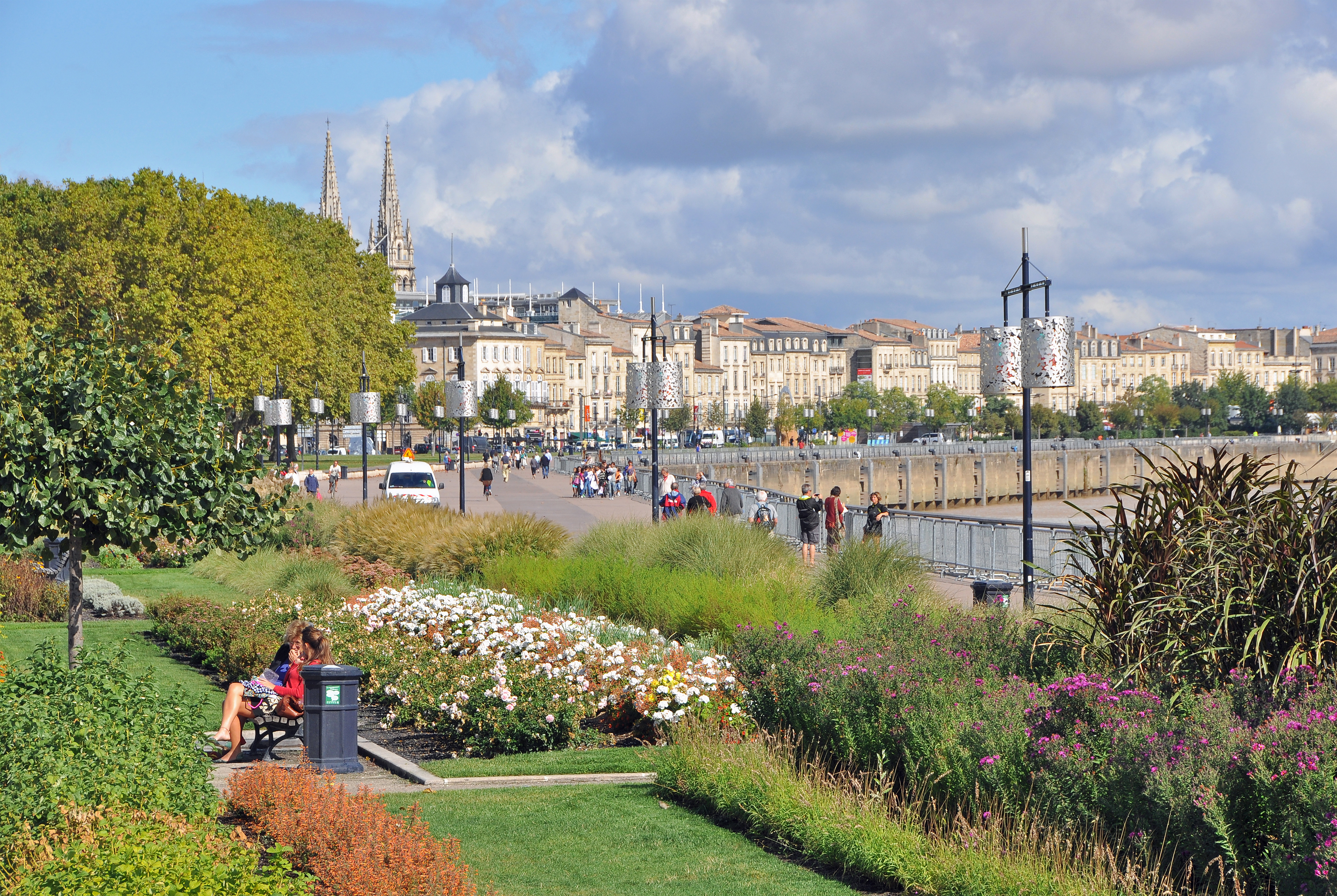
Quai Louis XVIII, Quai des Chartrons e Quai de Bacalan: parte settentrionale del porto della Luna.

## Rappresentazioni nella pittura

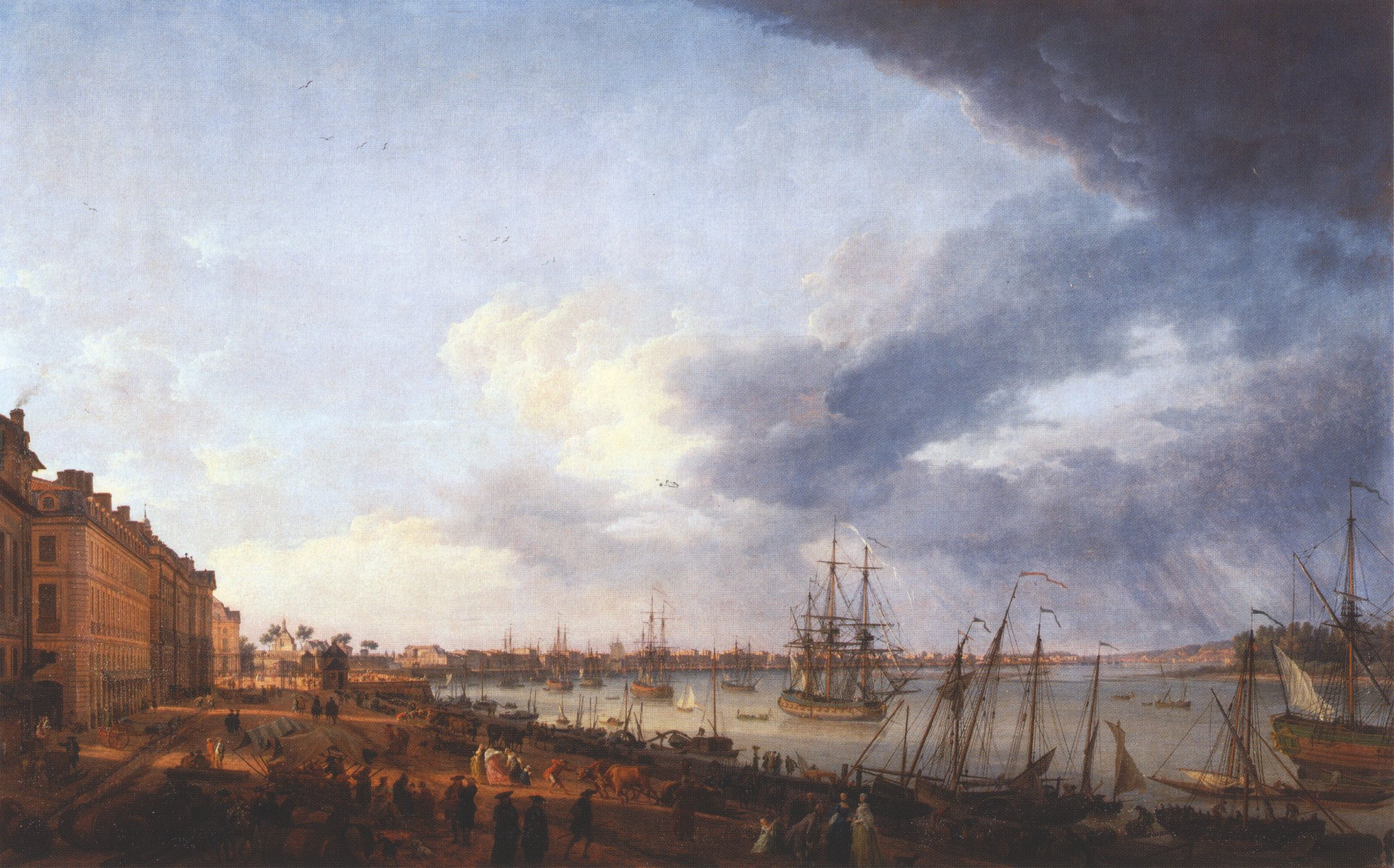
Claude Joseph Vernet, Porto di Bordeaux sul lato Salinières, 1758 (Museo nazionale della marina).
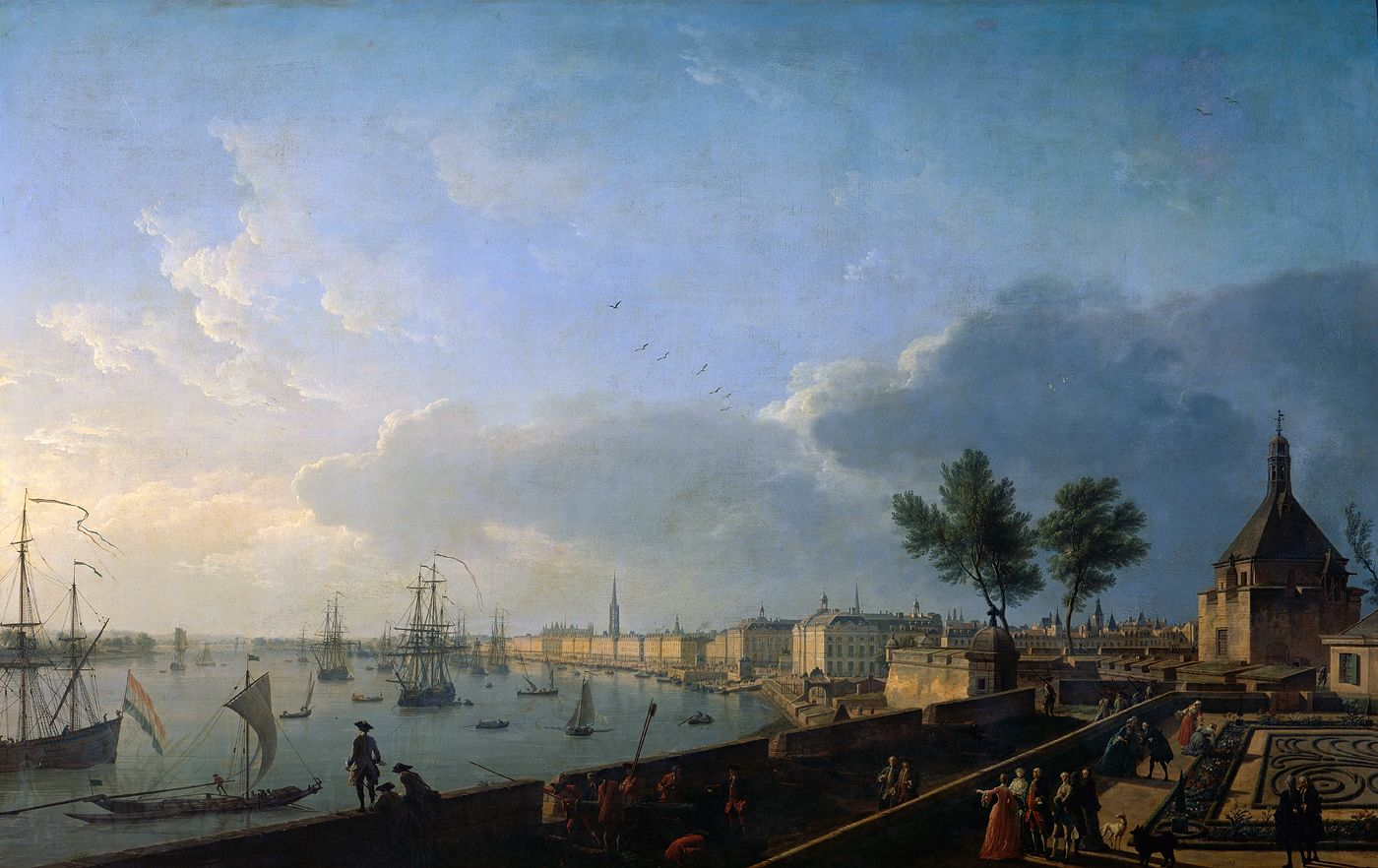
Claude Joseph Vernet, Seconda veduta del porto di Bordeaux, ripresa dal castello Trompette.
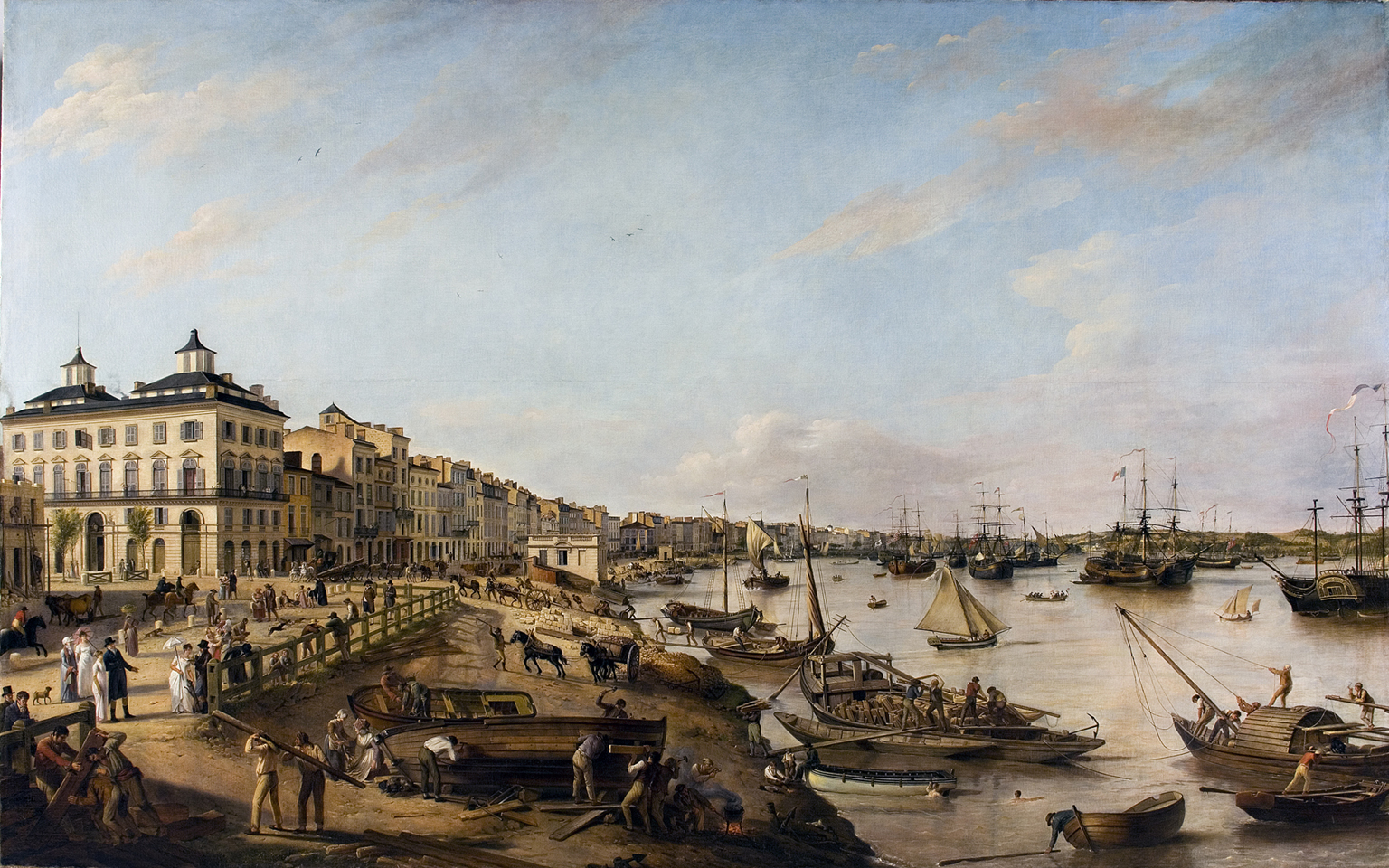
Pierre Lacour, Veduta di una parte del porto e delle banchine di Bordeaux conosciute come Chartrons e Bacalan, intorno al 1806 (Museo delle belle arti di Bordeaux).
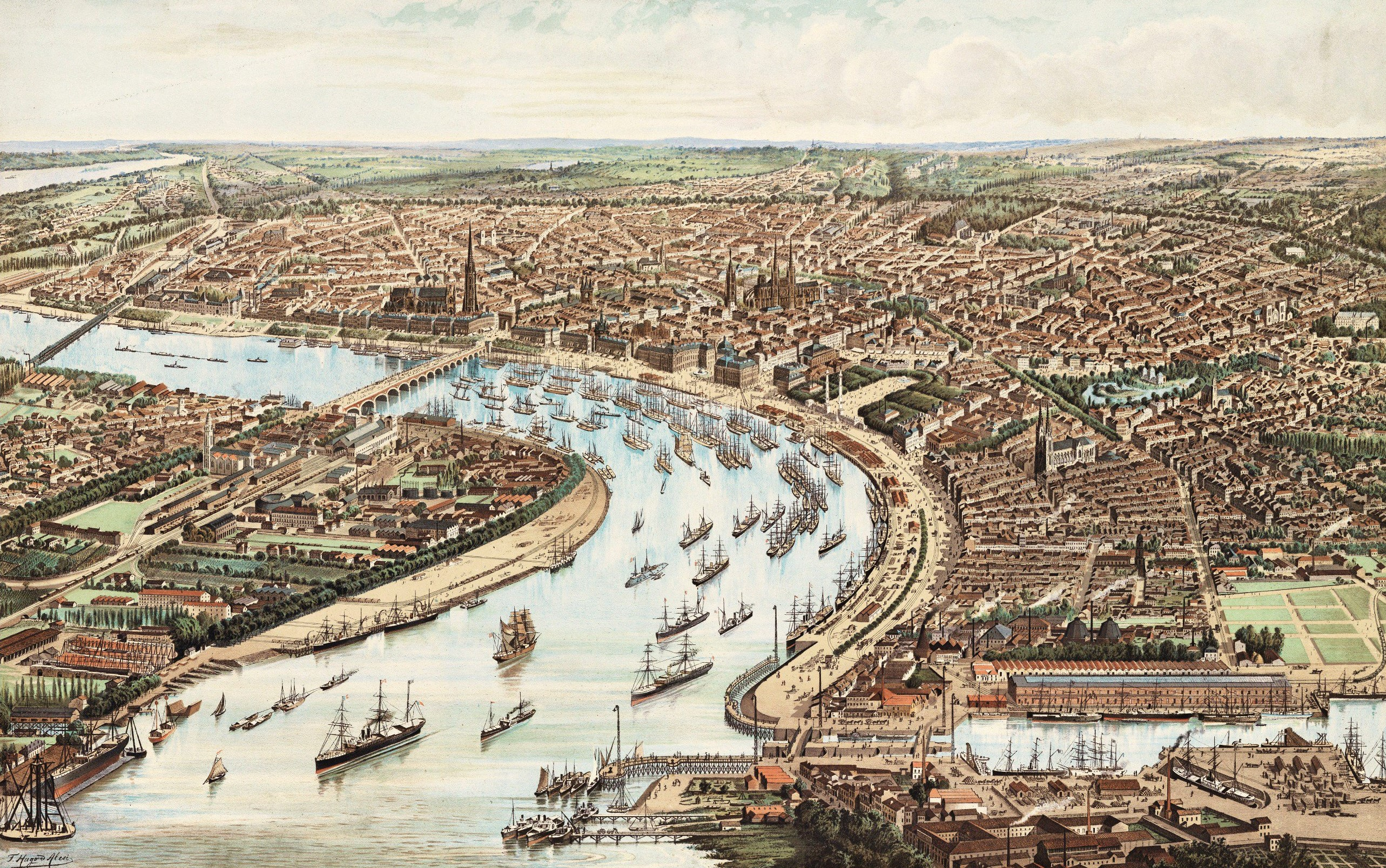
Hugo d'Alesi, Veduta di Bordeaux, 1899 (Archives de Bordeaux Métropole).

## Il porto della Luna in araldica
Sullo stemma di Bordeaux, il primo dei quali risale al XII secolo, sotto Riccardo Cuor di Leone, si può distinguere la falce di luna nella Garonna per designare il porto. Successivamente, nel XVII secolo, compare la figura di Bordeaux, che mostra tre mezzelune intrecciate. Infine, l'attuale logo della città riprende la visione stilizzata del porto della Luna.

Primo stemma di Bordeaux, sotto Riccardo I d'Inghilterra detto Riccardo Cuor di Leone.
Stemma attuale di Bordeaux.
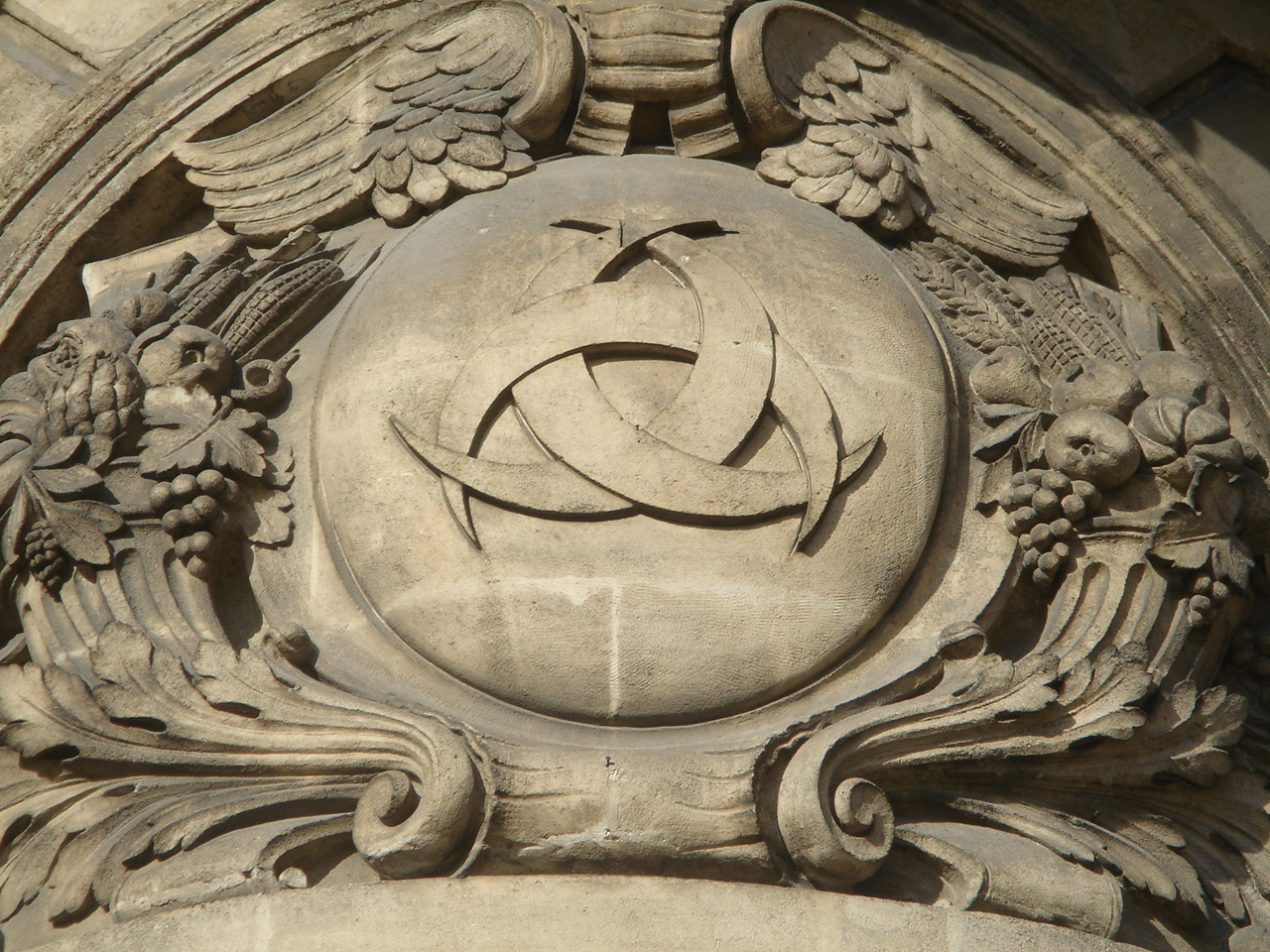
Stemma di Bordeaux che rappresenta le tre lune crescenti intrecciate.

## Antiche vedute del Porto della Luna

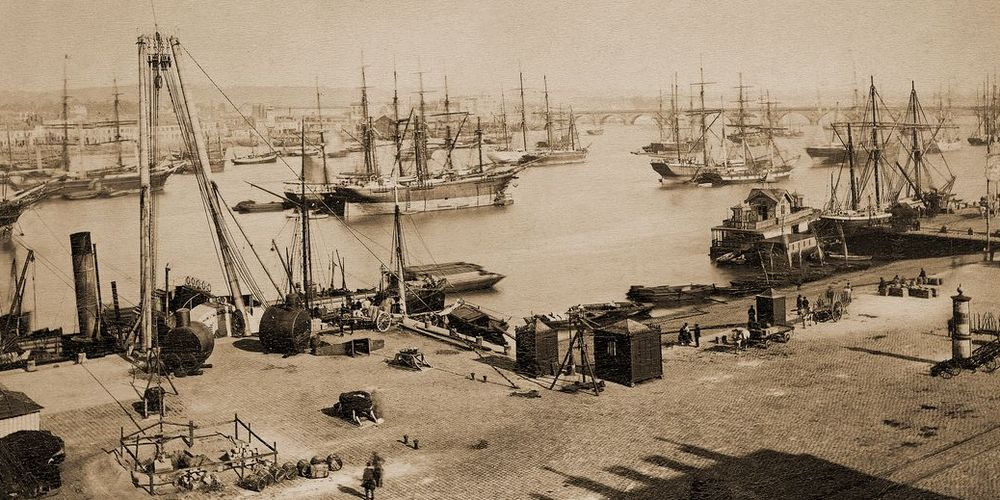
Vista da Place Jean-Jaurès (ex Place Richelieu) intorno al 1880.
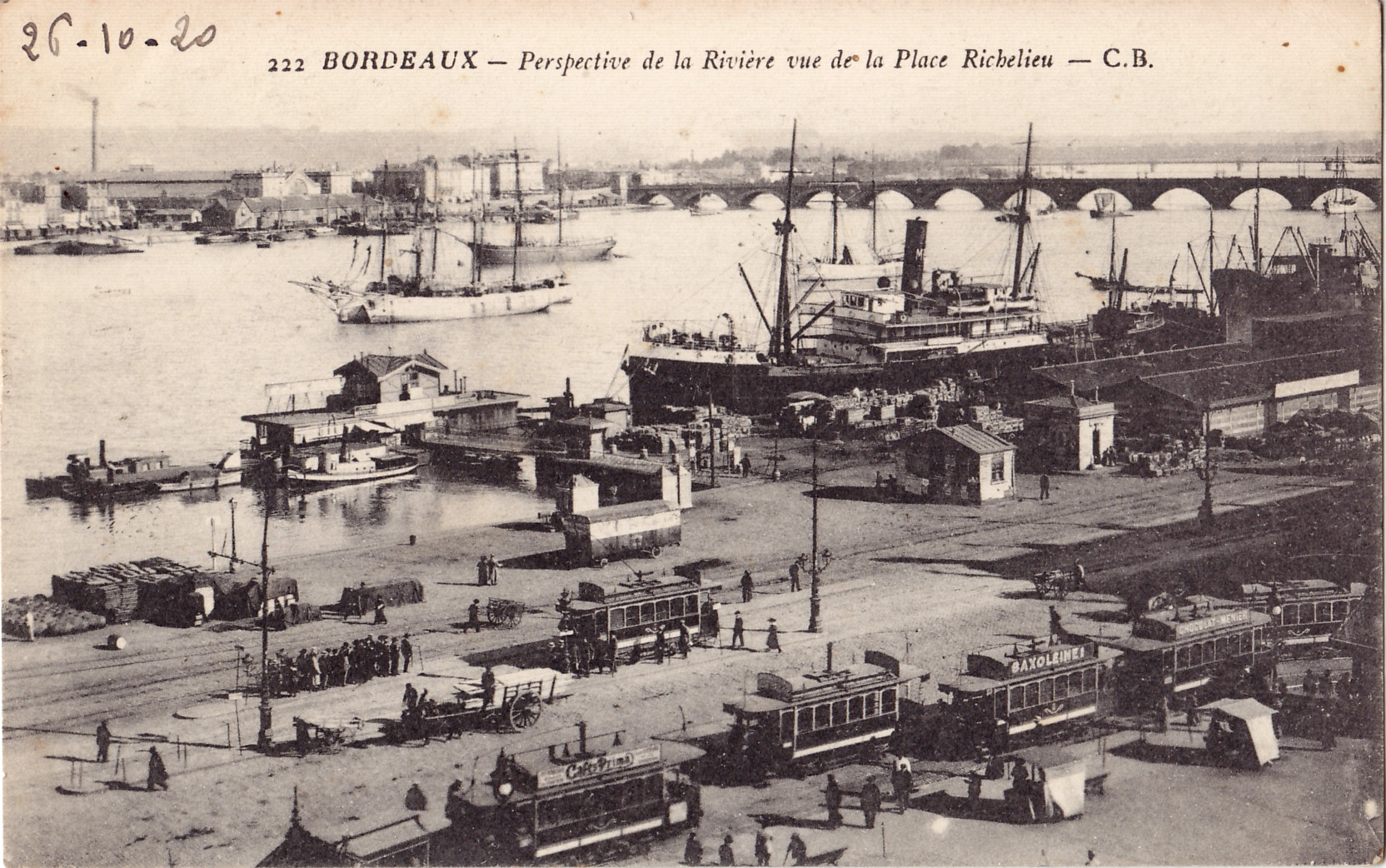
Vista di Place Jean-Jaurès (ex Place Richelieu) prima del 1920.
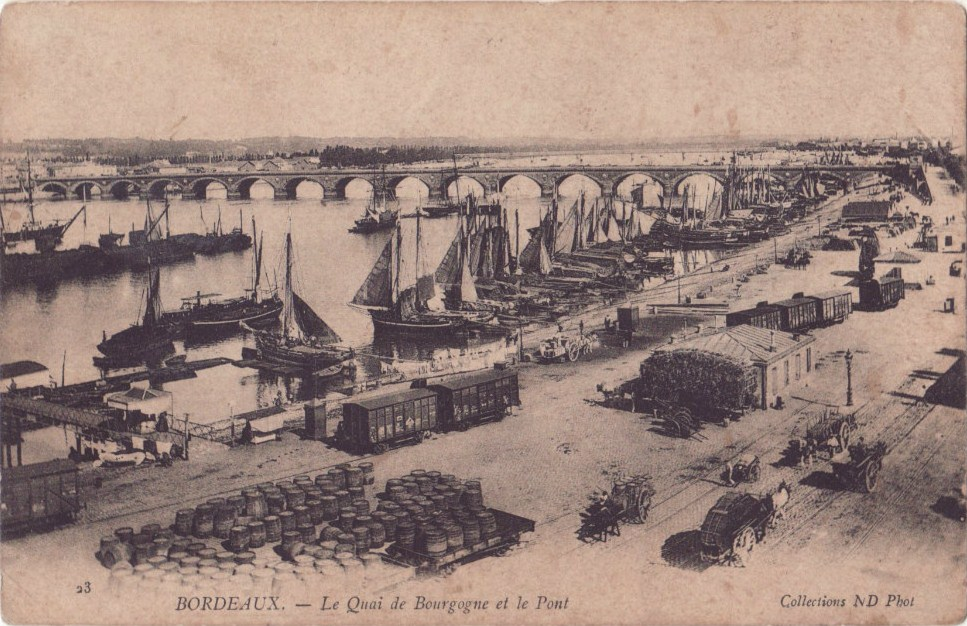
Vista del Quai Richelieu (ex quai de Bourgogne) e del ponte di pietra intorno al 1880.
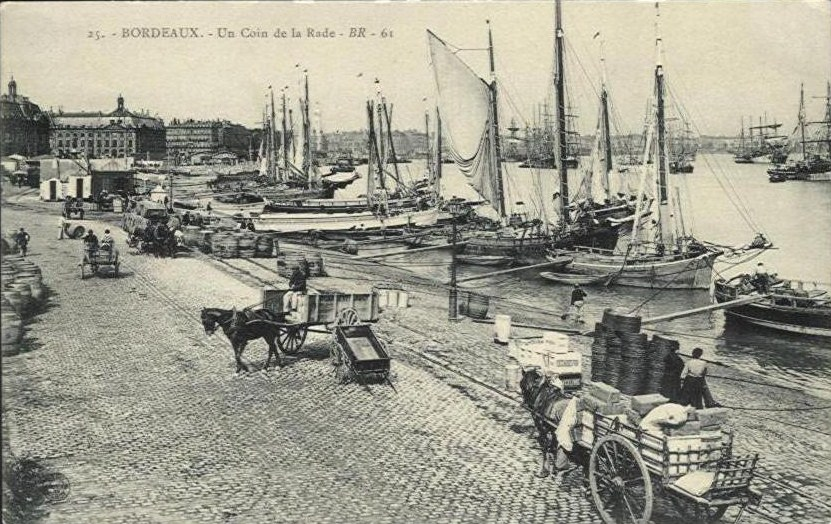
Vista del Quai Richelieu (ex quai de Bourgogne) e di Place de la Bourse intorno al 1880.